# Tropical Park Stadium
Le Tropical Park Stadium est un stade de 7000 places multi-sports situé à Glenvar Heights, quartier de Miami, en Floride.
Il se trouve dans le Tropical Park. Le stade polyvalent dispose d'une piste d'athlétisme, et d'une pelouse utilisée pour le soccer, le football américain, le rugby, et d'autres divers sports.
Depuis 2016, c'est le domicile du FC Miami City, une équipe de soccer évoluant dans la division Sud-Ouest de la Premier Development League.

## Histoire
Tropical Park a accueilli au cours de 2006 des matchs de la CONCACAF Gold Cup féminine.